# Певчие сорокопуты
Пе́вчие сорокопу́ты (лат. Laniarius) — род птиц семейства кустарниковых сорокопутов.
Певчие сорокопуты обитают в Африке, селятся в лесах. Они питаются насекомыми и другими мелкими животными.

## Классификация
Род Laniarius был введен французским орнитологом Луи Жаном Пьером Вийо в 1816 году с золотоголовым певчим сорокопутом в качестве типового вида.
Ближайшими родственниками этого рода являются представители рода Chlorophoneus.

## Виды
Род Laniarius включает 22 вида: 
| Иллюстрация | Русское название                  | Латинское название и автор таксона          | Ареал | Охранный статус МСОП |
| ----------- | --------------------------------- | ------------------------------------------- | --- | -------------------- |
|             | Эфиопский певчий сорокопут        | Laniarius aethiopicus (Gmelin, 1789)        | Эритрея, Эфиопия, северо-запад Сомали и север Кения. | [ 5 ]                |
|             |                                   | Laniarius amboimensis Moltoni, 1932         | Ангола. | [ 6 ]                |
|             | Красногрудый певчий сорокопут     | Laniarius atrococcineus (Burchell, 1822)    | Ангола, Ботсвана, Намибия, Южная Африка, Замбия, Зимбабве. | [ 7 ]                |
|             | Жёлтогрудый певчий сорокопут      | Laniarius atroflavus Shelley, 1887          | Камерун, Нигерия. | [ 7 ]                |
|             | Золотоголовый певчий сорокопут    | Laniarius barbarus (Linnaeus, 1766)         | Бенин, Буркина-Фасо, Камерун, Чад, Гамбия, Гана, Гвинея, Гвинея-Бисау, Либерия, Мали, Мавритания, Нигер, Нигерия, Сенегал, Сьерра-Леоне, Того.                                                                                        | [ 8 ]                |
|             | Двуцветный певчий сорокопут       | Laniarius bicolor (Hartlaub, 1857)          | Ангола, Ботсвана, Камерун, Республика Конго, Демократическая Республика Конго, Габон, Намибия, Замбия, Зимбабве. | [ 9 ]                |
|             |                                   | Laniarius brauni Bannerman, 1939            | Ангола | [ 10 ]               |
|             | Пурпурный певчий сорокопут        | Laniarius erythrogaster (Cretzschmar, 1829) | Бурунди, Камерун, Центрально-Африканская Республика, Чад, Демократическая Республика Конго, Эритрея, Эфиопия, Кения, Нигерия, Руанда, Южный Судан, Судан, Танзания, Уганда.                                                           | [ 11 ]               |
|             | Флейтовый певчий сорокопут        | Laniarius ferrugineus (Gmelin, 1788)        | Ботсвана, Эсватини, Мозамбик, Южная Африка, Зимбабве. | [ 12 ]               |
|             | Чёрный певчий сорокопут           | Laniarius fuelleborni (Reichenow, 1900)     | Малави, Танзания, Замбия. | [ 13 ]               |
|             | Черноватый певчий сорокопут       | Laniarius funebris (Hartlaub, 1863)         | Эфиопия, Кения, Руанда, Сомали, Южный Судан, Судан, Танзания, Уганда. | [ 14 ]               |
|             |                                   | Laniarius holomelas (Jackson, 1906)         | Бурунди, Демократическая Республика Конго, Руанда, Уганда. | [ 15 ]               |
|             | Тёмный певчий сорокопут           | Laniarius leucorhynchus (Hartlaub, 1848))   | Ангола, Камерун, Центрально-Африканская Республика, Республика Конго, Демократическая Республика Конго, Берег Слоновой Кости, Экваториальная Гвинея, Габон, Гана, Гвинея, Либерия, Нигерия, Сьерра-Леоне, Южный Судан, Судан, Уганда. | [ 16 ]               |
|             | Каштановоголовый певчий сорокопут | Laniarius luehderi Reichenow, 1874          | Ангола, Бурунди, Камерун, Республика Конго, Демократическая Республика Конго, Экваториальная Гвинея, Габон, Кения, Нигерия, Руанда, Южный Судан, Судан, Танзания, Уганда.                                                             | [ 17 ]               |
|             |                                   | Laniarius major (Hartlaub, 1848)            | | [ 18 ]               |
|             | Крикливый певчий сорокопут        | Laniarius mufumbiri Ogilvie-Grant, 1911     | Бурунди; Конго, Демократическая Республика; Кения; Руанда; Танзания, Объединенная Республика; Уганда | [ 19 ]               |
|             |                                   | Laniarius nigerrimus (Reichenow, 1879)      | Кения, Сомали | [ 20 ]               |
|             | Горный певчий сорокопут           | Laniarius poensis (Alexander, 1903)         | Бурунди, Камерун, Демократическая Республика Конго, Экваториальная Гвинея, Нигерия, Руанда, Уганда. | [ 21 ]               |
|             | Красношейный сорокопут            | Laniarius ruficeps (Shelley, 1885)          | Эфиопия, Кения, Сомали. | [ 22 ]               |
|             |                                   | Laniarius sublacteus (Cassin, 1851)         | | [ 18 ]               |
|             |                                   | Laniarius turatii (Verreaux, 1858)          | Гвинея, Гвинея-Бисау, Сьерра-Леоне. | [ 23 ]               |
|             |                                   | Laniarius willardi Voelker & Gnoske, 2010   | Бурунди, Уганда. |                      |